# Dynatus crassipes
Dynatus crassipes là một loài côn trùng cánh màng trong họ Sphecidae, thuộc chi Dynatus. Loài này được Cameron miêu tả khoa học đầu tiên năm 1897.